# Deutsche Fußball-Amateurmeisterschaft 1977
Deutscher Fußball-Amateurmeister 1977 wurden die Amateure von Fortuna Düsseldorf. In den Finalspielen setzten sie sich mit 1:0 und 2:2 gegen den SV Sandhausen durch.

## Teilnehmende Mannschaften
An der deutschen Amateurmeisterschaft nahmen mit dem BFC Preussen (verzichtet auf die 2. Bundesliga) und den Amateuren von Köln und Düsseldorf (beide nicht Aufstiegsberechtigt) drei Meister aus der Saison 1976/77 teil. Weiterhin qualifiziert waren neun Vizemeister, wobei sich Wanne-Eickel und Tailfingen noch regionalen Qualifikationsspielen unterziehen mussten. Aus der Oberliga Nord kamen die jeweils bestplatzierten Vereine aus (Schleswig-Holstein, Hamburg, Bremen, Niedersachsen) dazu, die nicht für die Aufstiegsrunde zur 2. Bundesliga qualifiziert waren.
| Mannschaften | Mannschaften                  | Ligen Saison 1976/77                                           |
|              | Itzehoer SV                   | Amateur-Oberliga Nord Schleswig-Holstein                       |
|              | SC Concordia von 1907         | Amateur-Oberliga Nord Hamburg                                  |
|              | Werder Bremen / Amateure      | Amateur-Oberliga Nord Bremen                                   |
|              | SV Atlas Delmenhorst          | Amateur-Oberliga Nord Niedersachsen                            |
|              | BFC Preussen                  | Oberliga Berlin                                                |
|              | DSC Wanne-Eickel              | Verbandsliga Westfalen Staffel 2                               |
|              | 1. FC Köln / Amateure         | Verbandsliga Mittelrhein                                       |
|              | Fortuna Düsseldorf / Amateure | Verbandsliga Niederrhein                                       |
|              | SSV Dillenburg                | Amateurliga Hessen                                             |
|              | FC Bitburg                    | Amateurliga Rheinland                                          |
|              | Hassia Bingen                 | Amateurliga Südwest                                            |
|              | FV Eppelborn                  | Amateurliga Saarland                                           |
|              | SV Sandhausen                 | 1. Amateurliga Nordbaden                                       |
|              | SC Freiburg                   | 1. Amateurliga Südbaden                                        |
|              | FC 1910 Tailfingen            | 1. Amateurliga Württemberg 1. Amateurliga Schwarzwald-Bodensee |
|              | ATS Kulmbach 1861             | 1. Amateurliga Bayern                                          |

## Vorrunde
Hinspiele:  So 22.05.     Rückspiele:  Sa–Mo 28.05.–30.05.
|                       | Gesamt |                               | Hinspiel | Rückspiel |
| --------------------- | ------ | ----------------------------- | -------- | --------- |
| FC 1910 Tailfingen    | 5:8    | Werder Bremen / Amateure      | 2:3      | 3:5       |
| DSC Wanne-Eickel      | 1:2    | Hassia Bingen                 | 1:0      | 0:2 n. V. |
| SSV Dillenburg        | 5:3    | 1. FC Köln / Amateure         | 3:1      | 2:2       |
| SV Atlas Delmenhorst  | 0:2    | ATS Kulmbach 1861             | 0:0      | 0:2       |
| BFC Preussen          | 4:0    | SC Freiburg                   | 0:0      | 4:0       |
| SC Concordia von 1907 | 1:7    | Fortuna Düsseldorf / Amateure | 1:2      | 0:5       |
| Itzehoer SV           | 1:5    | SV Sandhausen                 | 1:1      | 0:4       |
| FC Bitburg            | 7:4    | FV Eppelborn                  | 6:2      | 1:2       |

## Viertelfinale
Hinspiele:  So 05.06.     Rückspiele:  So 12.06.
|                   | Gesamt |                               | Hinspiel | Rückspiel |
| ----------------- | ------ | ----------------------------- | -------- | --------- |
| SV Sandhausen     | 6:4    | Werder Bremen / Amateure      | 0:1      | 6:3       |
| ATS Kulmbach 1861 | 6:2    | SSV Dillenburg                | 3:1      | 3:1       |
| FC Bitburg        | 5:8    | Fortuna Düsseldorf / Amateure | 3:4      | 2:4       |
| BFC Preussen      | 3:1    | Hassia Bingen                 | 2:0      | 1:1       |

## Halbfinale
Hinspiele:  Fr 17.06.     Rückspiele:  So 19.06.
|                               | Gesamt |                   | Hinspiel | Rückspiel |
| ----------------------------- | ------ | ----------------- | -------- | --------- |
| SV Sandhausen                 | 7:4    | BFC Preussen      | 3:1      | 4:3       |
| Fortuna Düsseldorf / Amateure | 4:1    | ATS Kulmbach 1861 | 3:0      | 1:1       |

## Finale

### Hinspiel
| Fortuna Düsseldorf / Amateure                              | Fortuna Düsseldorf / Amateure | SV Sandhausen | SV Sandhausen |
| ---------------------------------------------------------- | --- | --- | ------------- |
| Fortuna Düsseldorf / Amateure                              | \| Mittwoch, 22. Juni 1977 in Düsseldorf (Paul-Janes-Stadion) \| \| Ergebnis: 1:0 (0:0) \| \| Zuschauer: 8.000 \| \| Schiedsrichter: Karl-Heinz Fork (Unna) \|                                                                                     | \| Mittwoch, 22. Juni 1977 in Düsseldorf (Paul-Janes-Stadion) \| \| Ergebnis: 1:0 (0:0) \| \| Zuschauer: 8.000 \| \| Schiedsrichter: Karl-Heinz Fork (Unna) \|                                       | SV Sandhausen |
| Fortuna Düsseldorf / Amateure                              | Karl-Heinz Ach – Peter Biesenkamp – Hans-Jörg Stiller, Willi Bungert, Werner Albrecht – Eckhard Fischer, Manfred Lubberich, Hubert Schmitz, Leonhard Helmreich – Josef Weikl, Konrad Eickels (80. Günther Schwidden) Cheftrainer: Roland Helfsgott | Bernhard Baust – Ernst Baust – Wolfgang Reinhard, Rudi Kern, Rainer Herb – Dobersek, Franz Josef Heintz, Gerd Störzer, Edgar Achtstätter – Peter Podkalicki, Karl-Heinz Frey Cheftrainer: Klaus Sinn | SV Sandhausen |
| Fortuna Düsseldorf / Amateure                              | 1:0 Werner Albrecht (59.) | | SV Sandhausen |
| Mittwoch, 22. Juni 1977 in Düsseldorf (Paul-Janes-Stadion) | | |               |
| Ergebnis: 1:0 (0:0)                                        | | |               |
| Zuschauer: 8.000                                           | | |               |
| Schiedsrichter: Karl-Heinz Fork (Unna)                     | | |               |

### Rückspiel
| SV Sandhausen                                           | SV Sandhausen | Fortuna Düsseldorf / Amateure | Fortuna Düsseldorf / Amateure |
| ------------------------------------------------------- | --- | --- | ----------------------------- |
| SV Sandhausen                                           | \| Sonntag, 26. Juni 1977 in Sandhausen (Hardtwaldstadion) \| \| Ergebnis: 2:2 (1:2) \| \| Zuschauer: 10.000 \| \| Schiedsrichter: Jürgen Walther (Würzburg) \|                                                                                       | \| Sonntag, 26. Juni 1977 in Sandhausen (Hardtwaldstadion) \| \| Ergebnis: 2:2 (1:2) \| \| Zuschauer: 10.000 \| \| Schiedsrichter: Jürgen Walther (Würzburg) \|                                                                                    | Fortuna Düsseldorf / Amateure |
| SV Sandhausen                                           | Bernhard Baust – Ernst Baust – Wolfgang Reinhard, Rudi Kern, Rainer Herb (75. Wolfgang Schneider) – Dobersek (46. August Faltermann), Franz Josef Heintz, Edgar Achtstätter, Gerd Störzer – Peter Podkalicki, Karl-Heinz Frey Cheftrainer: Klaus Sinn | Karl-Heinz Ach – Peter Biesenkamp – Hans-Jörg Stiller, Willi Bungert, Werner Albrecht – Eckhard Fischer, Manfred Lubberich, Hubert Schmitz, Leonhard Helmreich – Josef Weikl, Günther Schwidden (60. Konrad Eickels) Cheftrainer: Roland Helfsgott | Fortuna Düsseldorf / Amateure |
| SV Sandhausen                                           | 1:1 Franz Josef Heintz (21.) 2:2 Karl-Heinz Frey (60.) | 0:1 Josef Weikl (14.) 1:2 Günther Schwidden (25.) | Fortuna Düsseldorf / Amateure |
| Sonntag, 26. Juni 1977 in Sandhausen (Hardtwaldstadion) | | |                               |
| Ergebnis: 2:2 (1:2)                                     | | |                               |
| Zuschauer: 10.000                                       | | |                               |
| Schiedsrichter: Jürgen Walther (Würzburg)               | | |                               |